# Campeonato de fútbol de Groenlandia 2014
La Coca Cola GM 2014 representa la edición 44 de la Coca Cola GM; la máxima competición futbolística en Groenlandia, su organización y regulación están a cargo de la Unión de Fútbol de Groenlandia. La temporada comenzó el 14 de julio de 2014 y terminó el 9 de agosto de 2014; el B-67 (Nuuk) se consagró campeón y de esta manera obtuvo su décimo título de copa.

## Formato
Consta de una etapa regional donde los equipos son divididos en cinco grupos de acuerdo a su ubicación geográfica de los cuales se clasifican los primeros y en algunos casos los segundos a la ronda final. En la ronda final se arman 2 grupos de 4 de los cuales los 2 primeros se clasifican a las semifinales.
Los grupos son los siguientes:
- Norte de Groenlandia
- Disko Bay
- Groenlandia Central
- Este de Groenlandia
- Sur de Groenlandia

## Ronda preliminar

### Norte de Groenlandia
| Equipo          | Pts | PJ | PG | PE | PP |
| --------------- | --- | -- | -- | -- | -- |
| FC Malamuk      | 12  | 4  | 4  | 0  | 0  |
| K'ingmek'-45    | 6   | 3  | 2  | 0  | 1  |
| Eqaluk-56       | 3   | 2  | 1  | 0  | 1  |
| Umanak BK 68    | 3   | 3  | 1  | 0  | 2  |
| Upernavik BK 83 | 0   | 4  | 0  | 0  | 4  |

| 14 de julio | FC Malamuk W.O | W.O     | K'ingmek'-45 |  |  |
|             |                | Reporte |              |  |  |

| 14 de julio | Umanak BK 68 | CANCELADO | Eqaluk-56 |  |  |
|             |              | Reporte   |           |  |  |

---
| 15 de julio | FC MalamukW.O | W.O     | Upernavik BK 83 |  |  |
|             |               | Reporte |                 |  |  |

| 15 de julio | Eqaluk-56 | CANCELADO | K'ingmek'-45 |  |  |
|             |           | Reporte   |              |  |  |

---
| 16 de julio | Upernavik BK 83 | 1-3     | Umanak BK 68 |  |  |
|             |                 | Reporte |              |  |  |

| 16 de julio | FC Malamuk | 2-1     | Eqaluk-56 |  |  |
|             |            | Reporte |           |  |  |

---
| 17 de julio | K'ingmek'-45 | 5-2     | Upernavik BK 83 |  |  |
|             |              | Reporte |                 |  |  |

| 17 de julio | FC Malamuk | 4-1     | Umanak BK 68 |  |  |
|             |            | Reporte |              |  |  |

---
| 18 de julio | K'ingmek'-45 | 8-1     | Umanak BK 68 |  |  |
|             |              | Reporte |              |  |  |

| 18 de julio | Eqaluk-56W.O | W.O     | Upernavik BK 83 |  |  |
|             |              | Reporte |                 |  |  |

### Disko Bay
| Equipo            | Pts | PJ | PG | PE | PP | GF | GC | DG  |
| ----------------- | --- | -- | -- | -- | -- | -- | -- | --- |
| Nagdlunguaq-48    | 10  | 4  | 3  | 1  | 0  | 22 | 2  | +20 |
| G-44 Qeqertarsuaq | 10  | 4  | 3  | 1  | 0  | 13 | 1  | +12 |
| Kugsak-45         | 6   | 4  | 2  | 0  | 2  | 10 | 8  | +2  |
| Tupilakken-41     | 1   | 4  | 0  | 1  | 3  | 2  | 15 | −13 |
| Ilulissat-69      | 1   | 4  | 0  | 1  | 3  | 1  | 22 | −21 |

| 16 de julio | Tupilakken-41 | 0-10    | Nagdlunguaq-48 |  |  |
|             |               | Reporte |                |  |  |

| 16 de julio | Ilulissat-69 | 0-7     | G-44 Qeqertarsuaq |  |  |
|             |              | Reporte |                   |  |  |

| 17 de julio | Tupilakken-41 | 1-2     | Kugsak-45 |  |  |
|             |               | Reporte |           |  |  |

| 17 de julio | Nagdlunguaq-48 | 9-0     | Ilulissat-69 |  |  |
|             |                | Reporte |              |  |  |

| 18 de julio | G-44 Qeqertarsuaq | 4-1     | Kugsak-45 |  |  |
|             |                   | Reporte |           |  |  |

| 18 de julio | Tupilakken-41 | 1-1     | Ilulissat-69 |  |  |
|             |               | Reporte |              |  |  |

| 19 de julio | Nagdlunguaq-48 | 3-2     | Kugsak-45 |  |  |
|             |                | Reporte |           |  |  |

| 19 de julio | Tupilakken-41 | 0-2     | G-44 Qeqertarsuaq |  |  |
|             |               | Reporte |                   |  |  |

| 20 de julio | Ilulissat-69 | 0-5     | Kugsak-45 |  |  |
|             |              | Reporte |           |  |  |

| 20 de julio | Nagdlunguaq-48 | 0-0     | G-44 Qeqertarsuaq |  |  |
|             |                | Reporte |                   |  |  |

### Groenlandia Central
| Equipo                       | Pts | PJ | PG | PE | PP | GF | GC | DG  |
| ---------------------------- | --- | -- | -- | -- | -- | -- | -- | --- |
| B-67 (Nuuk)                  | 9   | 3  | 3  | 0  | 0  | 23 | 2  | +21 |
| Inuit Timersoqatigiiffiat-79 | 6   | 3  | 2  | 0  | 1  | 8  | 7  | +1  |
| Kagssagssuk Maniitsoq        | 3   | 3  | 1  | 0  | 2  | 8  | 4  | +4  |
| Sisimiut-68                  | 0   | 3  | 0  | 0  | 3  | 1  | 27 | −26 |

| 16 de julio | Inuit Timersoqatigiiffiat-79 | 7-1     | Sisimiut-68 |  |  |
|             |                              | Reporte |             |  |  |

| 16 de julio | Kagssagssuk Maniitsoq | 2-3     | B-67 (Nuuk) |  |  |
|             |                       | Reporte |             |  |  |

| 17 de julio | Kagssagssuk Maniitsoq | 6-0     | Sisimiut-68 |  |  |
|             |                       | Reporte |             |  |  |

| 17 de julio | B-67 (Nuuk) | 6-0     | Inuit Timersoqatigiiffiat-79 |  |  |
|             |             | Reporte |                              |  |  |

| 18 de julio | B-67 (Nuuk) | 14-0    | Sisimiut-68 |  |  |
|             |             | Reporte |             |  |  |

| 18 de julio | Inuit Timersoqatigiiffiat-79 | 1-0     | Kagssagssuk Maniitsoq |  |  |
|             |                              | Reporte |                       |  |  |

### Este de Groenlandia
| Equipo      | Pts | PJ | PG | PE | PP | GF | GC | DG |
| ----------- | --- | -- | -- | -- | -- | -- | -- | -- |
| TM-62(*)    | 6   | 2  | 2  | 0  | 0  | 4  | 2  | +2 |
| A.T.A.-60   | 3   | 2  | 1  | 0  | 1  | 3  | 3  | 0  |
| Kuummiut-64 | 0   | 2  | 0  | 0  | 2  | 4  | 6  | −2 |

- (*): Finalmente el TM-62 no participó en la ronda final; en su lugar entró el Nagtoralik Paamiut

| 20 de julio de 2014 | A.T.A.-60 | 0-1     | TM-62 |  |  |
|                     |           | Reporte |       |  |  |

| 21 de julio de 2014 | A.T.A.-60 | 3-2     | Kuummiut-64 |  |  |
|                     |           | Reporte |             |  |  |

| 22 de julio de 2014 | Kuummiut-64 | 2-3     | TM-62 |  |  |
|                     |             | Reporte |       |  |  |

### Sur de Groenlandia
| Equipo                 | Pts | PJ | PG | PE | PP | GF | GC | DG |
| ---------------------- | --- | -- | -- | -- | -- | -- | -- | -- |
| Eqaluk-54              | 5   | 3  | 1  | 2  | 0  | 6  | 5  | +1 |
| Nagtoralik Paamiut (*) | 4   | 3  | 1  | 1  | 1  | 4  | 4  | 0  |
| Kissaviarsuk-33        | 4   | 3  | 1  | 1  | 1  | 9  | 6  | +3 |
| Narsaq-85              | 2   | 3  | 0  | 2  | 1  | 5  | 9  | −4 |

- (*) El Nagtoralik Paamiut se clasificó a la ronda final luego de que TM-62 declinara su participación

| 20 de julio de 2014 | Narsaq-85 | 1-1     | Nagtoralik Paamiut |  |  |
|                     |           | Reporte |                    |  |  |

| 20 de julio de 2014 | Eqaluk-54 | 2-2     | Kissaviarsuk-33 |  |  |
|                     |           | Reporte |                 |  |  |

| 21 de julio de 2014 | Kissaviarsuk-33 | 6-2     | Narsaq-85 |  |  |
|                     |                 | Reporte |           |  |  |

| 21 de julio de 2014 | Eqaluk-54 | 2-1     | Nagtoralik Paamiut |  |  |
|                     |           | Reporte |                    |  |  |

| 22 de julio de 2014 | Nagtoralik Paamiut | 2-1     | Kissaviarsuk-33 |  |  |
|                     |                    | Reporte |                 |  |  |

| 22 de julio de 2014 | Narsaq-85 | 2-2     | Eqaluk-54 |  |  |
|                     |           | Reporte |           |  |  |

## Ronda final
En esta instancia los clubes clasificados se dividen en dos grupos de los cuales se clasifican a las semifinales los dos primeros.
A la Ronda Final se clasificó de manera automática el Nuuk Idraetslag.
Todos los partidos se jugaron en Nuuk.

### Grupo A
| Equipo                       | Pts | PJ | PG | PE | PP | GF | GC | DG  |
| ---------------------------- | --- | -- | -- | -- | -- | -- | -- | --- |
| B-67 (Nuuk)                  | 7   | 3  | 2  | 1  | 0  | 10 | 1  | +9  |
| Inuit Timersoqatigiiffiat-79 | 6   | 3  | 2  | 0  | 1  | 7  | 6  | +1  |
| Nagdlunguaq-48               | 4   | 3  | 1  | 1  | 1  | 8  | 4  | +4  |
| Eqaluk-54                    | 0   | 3  | 0  | 0  | 3  | 1  | 15 | −14 |

| 4 de agosto de 2014 | Eqaluk-54 | 0-6     | B-67 (Nuuk) |  |  |
|                     |           | Reporte |             |  |  |

| 4 de agosto de 2014 | Nagdlunguaq-48 | 2-3     | Inuit Timersoqatigiiffiat-79 |  |  |
|                     |                | Reporte |                              |  |  |

| 5 de agosto de 2014 | Eqaluk-54 | 0-5     | Nagdlunguaq-48 |  |  |
|                     |           | Reporte |                |  |  |

| 5 de agosto de 2014 | B-67 (Nuuk) | 3-0     | Inuit Timersoqatigiiffiat-79 |  |  |
|                     |             | Reporte |                              |  |  |

| 6 de agosto de 2014 | B-67 (Nuuk) | 1-1     | Nagdlunguaq-48 |  |  |
|                     |             | Reporte |                |  |  |

| 6 de agosto de 2014 | Eqaluk-54 | 1-4     | Inuit Timersoqatigiiffiat-79 |  |  |
|                     |           | Reporte |                              |  |  |

### Grupo B
| Equipo             | Pts | PJ | PG | PE | PP | GF | GC | DG |
| ------------------ | --- | -- | -- | -- | -- | -- | -- | -- |
| FC Malamuk         | 7   | 3  | 2  | 1  | 0  | 8  | 3  | +5 |
| G-44 Qeqertarsuaq  | 5   | 3  | 1  | 2  | 0  | 5  | 3  | +2 |
| Nuuk Idraetslag    | 2   | 3  | 0  | 2  | 1  | 2  | 4  | −2 |
| Nagtoralik Paamiut | 1   | 3  | 0  | 1  | 2  | 2  | 7  | −5 |

| 4 de agosto de 2014 | Nuuk Idraetslag | 1-1     | G-44 Qeqertarsuaq |  |  |
|                     |                 | Reporte |                   |  |  |

| 4 de agosto de 2014 | Nagtoralik Paamiut | 1-4     | FC Malamuk |  |  |
|                     |                    | Reporte |            |  |  |

| 5 de agosto de 2014 | FC Malamuk | 2-2     | G-44 Qeqertarsuaq |  |  |
|                     |            | Reporte |                   |  |  |

| 5 de agosto de 2014 | Nagtoralik Paamiut | 1-1     | Nuuk Idraetslag |  |  |
|                     |                    | Reporte |                 |  |  |

| 6 de agosto de 2014 | FC Malamuk | 2-0     | Nuuk Idraetslag |  |  |
|                     |            | Reporte |                 |  |  |

| 6 de agosto de 2014 | Nagtoralik Paamiut | 0-2     | G-44 Qeqertarsuaq |  |  |
|                     |                    | Reporte |                   |  |  |

## Play-Offs
|  | Semifinales                  | Semifinales         |   |                   | Final                        | Final               |  |
|  | 8 de agosto de 2014          | 8 de agosto de 2014 |   |                   | 9 de agosto de 2014          | 9 de agosto de 2014 |  |
|  |                              |                     |   |                   |                              |                     |  |
|  |                              |                     |   |                   |                              |                     |  |
|  | B-67 (Nuuk)                  | 2                   |   |                   |                              |                     |  |
|  | G-44 Qeqertarsuaq            | 1                   |   |                   |                              |                     |  |
|  |                              |                     |   |                   |                              |                     |  |
|  |                              |                     |   |                   |                              |                     |  |
|  |                              |                     |   |                   | B-67 (Nuuk)                  | 1                   |  |
|  |                              | FC Malamuk          | 0 |                   |                              |                     |  |
|  |                              |                     |   |                   |                              |                     |  |
|  |                              |                     |   |                   |                              |                     |  |
|  |                              |                     |   |                   | Tercer lugar                 |                     |  |
|  |                              |                     |   |                   |                              |                     |  |
|  | FC Malamuk                   | 1                   |   | G-44 Qeqertarsuaq | 1                            |                     |  |
|  | Inuit Timersoqatigiiffiat-79 | 0                   |   |                   | Inuit Timersoqatigiiffiat-79 | 2                   |  |

### Séptimo Puesto
| 8 de agosto de 2014 | Eqaluk-54 | 3-2     | Nagtoralik Paamiut |  |  |
|                     |           | Reporte |                    |  |  |

### Quinto Puesto
| 8 de agosto de 2014 | Nagdlunguaq-48 | 1-0     | Nuuk Idraetslag |  |  |
|                     |                | Reporte |                 |  |  |

### Semifinales
| 8 de agosto de 2014 | B-67 (Nuuk) | 2-1     | G-44 Qeqertarsuaq |  |  |
|                     |             | Reporte |                   |  |  |

| 8 de agosto de 2014 | FC Malamuk | 1-o     | Inuit Timersoqatigiiffiat-79 |  |  |
|                     |            | Reporte |                              |  |  |

### Tercer Puesto
| 9 de agosto de 2014 | 20px G-44 Qeqertarsuaq | 0-1     | Inuit Timersoqatigiiffiat-79 |  |  |
|                     |                        | Reporte |                              |  |  |

### Final
| 9 de agosto de 2014 | B-67 (Nuuk) | 1-0     | Archivo:Malamuk.png FC Malamuk |  |  |
|                     |             | Reporte |                                |  |  |

### Campeón
| Campeón B-67 (Nuuk) 10° Título |